# Wereldkampioenschap voetbal 2034
Het FIFA wereldkampioenschap voetbal 2034 is de 25e editie van een internationaal voetbaltoernooi tussen de nationale mannenteams van landen die aangesloten zijn bij de FIFA. Saoedi-Arabië was het enige land dat een aanvraag had ingediend om het toernooi te organiseren en kreeg het ook op 13 december 2024 officieel toegewezen.

## Gekwalificeerde landen
Saoedie-Arabië is als gastland automatisch geplaatst voor het wereldkampioenschap.
| FIFA-lid      | Confederatie                 | Kwalificatie | Kwal. datum | Aantal dln. | Eerste dln. | Laatste dln. | Dln. op rij | Titels | Beste prestatie |
| ------------- | ---------------------------- | ------------ | ----------- | ----------- | ----------- | ------------ | ----------- | ------ | --------------- |
| Saoedi-Arabië | Asian Football Confederation | Gastland     | 13/12/2024  | 6           | 1994        | 2022         | 4           | 0      | Achtste finale  |